# Placa cigomática

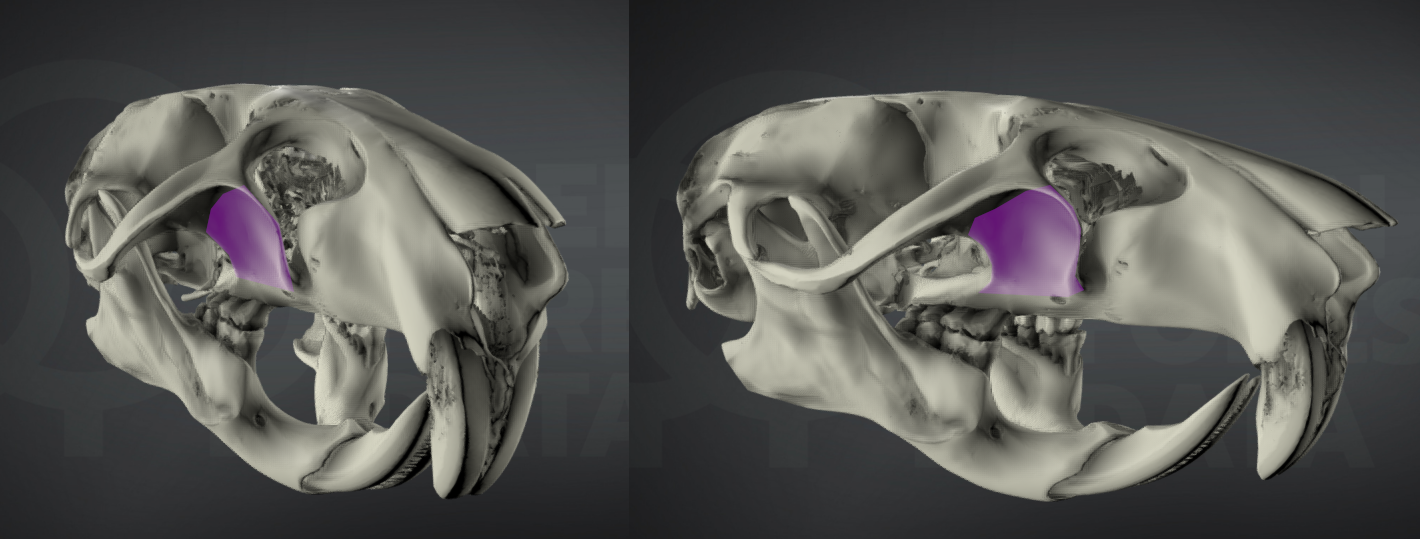
Cráneo de Rattus norvegicus con la placa cigomática izquierda marcada.

En la anatomía de los roedores, la placa cigomática es una placa ósea derivada de la parte frontal aplanada del arco cigomático (pómulo). En la parte posterior, se conecta a la raíz anterior (maxilar) del arco cigomático, y en la parte superior se conecta al resto del cráneo a través del puente antorbitario. Es parte del hueso maxilar o mandíbula superior, que también contiene los dientes superiores. Primitivamente, los roedores tienen una placa cigomática casi horizontal. En asociación con las especializaciones en el sistema de músculos maseteros, se han desarrollado varias morfologías distintas en todo el orden.
El término también se utiliza para una estructura análoga en algunos mamíferos fósiles del suborden Typotheria de América del Sur, incluyendo Pseudotypotherium y Medistylus.

## Función
La placa cigomática sirve para resistir la tensión muscular resultante de la contracción de los incisivos por el músculo masetero profundo anterior; así, los roedores que pulverizan alimentos duros con los incisivos tienden a tener placas cigomáticas más anchas que aquellos que prefieren usar sus molares para este propósito.

## Hystricomorpha
Los miembros de este suborden grande y diverso tienen una placa cigomática baja y estrecha.

## Sciuromorpha
El suborden Sciuromorpha incluye tres familias:
- Las ardillas (familia Sciuridae) tienden a tener una placa cigomática ancha que se extiende por encima del foramen infraorbitario.[6]
- El castor de montaña ( Aplodontia rufa), el único miembro superviviente de la familia Aplodontiidae, conserva la primitiva placa estrecha y baja.[6]
- Los lirones (Gliridae) tienen placas cigomáticas altas y anchas, excepto Graphiurus, que tiene una placa inferior.[6]

## Castorimorpha
Los miembros del suborden Castorimorpha, que incluye castores, tuzas de bolsillo y ratones de bolsillo, tienden a tener una placa cigomática ancha que se extiende por encima del agujero infraorbitario.

## Anomaluromorpha
Anomaluromorpha es un suborden pequeño que contiene solo dos familias. Los Anomaluridae tienen una placa cigomática baja y estrecha. Los miembros de la subfamilia Idiurinae son atípicos al tener la placa cigomática extendida hacia adelante casi hasta los incisivos. La condición en los springhaas ( Pedetes ) es similar.

## Myomorpha
Myomorpha es el suborden más grande de roedores. En el subgrupo más numeroso, el Muroidea (incluidas todas las familias vivas excepto Dipodidae), la placa cigomática es generalmente ancha e inclinada hacia arriba. Los muroideos pueden tener la placa extendiéndose frente a la raíz frontal (maxilar) del arco cigomático real, creando una muesca cigomática. En algunos, la placa se extiende al frente en un proceso espinoso, la columna cigomática.

### Dipodidae
Los miembros de la familia Dipodidae, que tienen morfología cigomasseterica histricomorfa, tienen placas cigomáticas estrechas y casi horizontales.

### Platacanthomyidae
Los miembros de la pequeña familia Platacanthomyidae tienen una placa cigomática relativamente estrecha.

### Spalacidae
La familia especializada en la fosorialidad, Spalacidae muestra peculiaridades en la condición de la placa cigomático. En Tachyoryctes y Rhizomyinae, se inclina hacia arriba y se fusiona a los lados del hocico (tribuna). En Spalacinae y Myospalacinae, por otro lado, la placa se inclina hacia abajo hasta una posición casi horizontal.

### Calomyscidae
El hámster parecido a un ratón (Calomyscus), el único miembro de su familia, tiene un margen frontal recto en la placa cigomática.

### Nesomyidae
De la familia Nesomyidae, restringida a África, Dendromus tiene una placa cigomática estrecha, igual que Steatomys y Prionomys, Brachyuromys tiene una placa cigomática alta similar a los cricétidos de la subfamilia Arvicolinae. En Eliurus, el borde frontal de la placa es recto. Nesomys tiene una placa cigomática baja. En Hypogeomys, es amplio, pero bastante bajo.

### Muridae
Muridae es la familia más grande de la orden y contiene varias subfamilias.
Deomys, un miembro de Deomyinae, tiene una placa cigomática inusualmente baja,  igual que Lophuromys, un miembro de la misma subfamilia.
La mayoría de los miembros de la subfamilia Murinae, las ratas y ratones del Viejo Mundo, tienen una placa cigomática bastante ancha con una muesca cigomática bien desarrollada.  Una columna cigomática se desarrolla en algunos géneros australianos, incluidos Notomys y algunos Pseudomys . Excepto por Xeromys, Hydromys y géneros relacionados (" hidromyines ") tienen una placa estrecha, sin la muesca, al igual que Hyomys, Macruromys, Crunomys,  y Rhynchomys. Los Batomys, Carpomys y Crateromys de Filipinas tienen placas cigomáticas bien desarrolladas, que recuerdan a las de Arvicolinae. Phloeomys tiene una amplia placa cigomática.

### Cricetidae
La familia Cricetidae es la segunda más grande del orden, y contiene varias subfamilias y cientos de especies.
La subfamilia Arvicolinae, los topillos y los lemmings, tiene la placa cigomática inclinada hacia arriba con mucha fuerza. 
En la subfamilia Tylomyinae, Nyctomys tiene una placa cigomática estrecha. 
Entre los miembros de Neotominae, Baiomys, Reithrodontomys, Onychomys y Peromyscus tiene una placa cigomática estrecha.
Los miembros de la subfamilia Sigmodontinae, que incluye varias tribus, generalmente tienen el puente antorbital debajo de la superficie superior del cráneo.  La mayoría tiene una muesca cigomática. La extensión de la placa cigomática en la parte posterior también es variable dentro de Sigmodontinae, y algunas tienen la placa que se extiende hasta el nivel del primer molar superior y otras tienen placas más cortas.
Los miembros de la tribu semiacuática Ichthyomyini son únicos entre los Sigmodontinae por carecer de la muesca cigomática. En las ictiominas, el desarrollo de la placa cigomática se correlaciona con el desarrollo de los dientes: aquellas especies con molares grandes e incisivos pequeños, incluidas las especies de Anotomys y Rheomys, tienen placas delgadas que no se extienden hasta los primeros molares, mientras que aquellas con los incisivos más grandes y los molares más pequeños, incluidos algunos Ichthyomys y Neusticomys, tienen placas cigomáticas más anchas que alcanzan el nivel de los primeros molares.
El género Sigmodon, que se clasifica en su propia tribu, tiene una placa cigomática ancha y una espina cigomática. El ancho relativo de la placa cigomática puede distinguir algunas especies de Sigmodon.
La mayoría de los miembros de la tribu Phyllotini tienen el puente antorbital ubicado más alto de lo habitual en Sigmodontinae (Calomys y Andalgalomys muestran la condición sigmodontina normal). Una condición similar caracteriza a Euneomys, Neotomys, Reithrodon, que ya no se consideran filotinas, pero en un grado aún mayor que en la mayoría de las filotinas reales; en Euneomys, el puente antorbitario se inserta en la superficie superior del cráneo. La mayoría de las filotinas tienen espinas cigomáticas, pero la estructura está más desarrollada en Reithrodon. La placa cigomática que no se extiende hacia atrás hasta los primeros molares es un carácter diagnóstico de las filotinas.
La mayoría de los thomasomyines carecen de una muesca cigomática bien desarrollada. El género Rhipidomys tiene una placa cigomática estrecha, sin espina cigomática y solo una muesca estrecha.Thomasomys comparte una placa cigomática estrecha.
En Akodontini, Oxymycterus y Lenoxus tienen una placa cigomática baja, similar a la de Lophuromys. Scapteromys comparte un plato bajo. En Akodon, la placa es estrecha, como en muchos otros akodontine; esto es extremadamente cierto en Blarinomys.
La tribu Abrotrichini se caracteriza por una placa cigomática estrecha, sin una extensión en el borde superior.
En la tribu Oryzomyini, la configuración de la placa cigomática es variable. La mayoría tiene una muesca cigomática bien desarrollada. En los tres géneros relacionados Holochilus, Pseudoryzomys y Lundomys, esta extensión se ha convertido en una columna cigomática. Por el contrario, Microryzomys, Oreoryzomys, Oecomys, Scolomys y Sigmodontomys aphrastus carecen de una muesca bien definida y no tienen la placa que se extienda apreciablemente delante de la raíz del arco cigomático. La placa cigomática que se extiende hasta el nivel del primer molar superior es una supuesta sinapomorfia del clado C dentro de Oryzomyini.
La sigmodontina Juliomys pictipes tiene una placa cigomática casi vertical.